# Sadakazu Tanigaki
Sadakazu Tanigaki (谷垣 禎一?, Tanigaki Sadakazu; Fukuchiyama, 7 marzo 1945) è un politico giapponese, più volte ministro in governi conservatori.

## Biografia
Dopo essersi laureato in legge nel 1974 diventò segretario di suo padre, che allora era ministro dell'Istruzione. Dopo che egli morì, Tanigaki rinunciò alla carriera legale per intraprendere quella politica.
Oltre ad aver ricoperto varie volte il ruolo di ministro della Giustizia, è anche il secondo segretario dell'LDP a non essere mai diventato primo ministro.